# Sphegina armatipes
Sphegina armatipes är en tvåvingeart som beskrevs av Malloch 1922. Sphegina armatipes ingår i släktet midjeblomflugor, och familjen blomflugor. Inga underarter finns listade i Catalogue of Life.